# Черкассы (Давлекановский район)
Черкассы (баш. Черкассы) — деревня в Давлекановском районе Башкортостана, входит в состав Соколовского сельсовета.  

## Население
| 2002 | 2009 | 2010 |
| ---- | ---- | ---- |
| 0    | ↗1   | ↘0   |

Ныне в деревне никто не зарегистрирован. 

## Географическое положение
Деревня располагается на склоне холма Аймак, от тат. Аймак — ("ай" — луна, "мак" — стремится)  назван так потому, что луна восходит с вершины холма.
Расстояние до:
- районного центра (Давлеканово): 8 км,
- центра сельсовета (Соколовка): 4 км,
- ближайшей ж/д станции (Давлеканово): 10.2 км.

## Экономика
В деревне располагается КФХ, обустроен пруд.